# Hato Mayor del Rey
Hato Mayor del Rey ist eine Stadt in der Dominikanischen Republik. Sie ist der Hauptort der Provinz Hato Mayor und hat 37.798 Einwohner (Zensus 2010) in der städtischen Siedlung. In der Gemeinde Hato Mayor del Rey leben 61.517 Einwohner. Direkt ins Deutsche übersetzt, bedeutet der Name Große Herde des Königs. Er stammt aus der Kolonialzeit im 16. Jahrhundert, in der Hato Mayor del Rey zu den größten Viehzuchtgebieten Hispaniolas unter König Karl V. gehörte.

## Geografie
Die Stadt grenzt im Norden an die Gemeinden El Valle und Sabana de la Mar, im Süden an die Provinz San Pedro de Macorís, im Osten an die Provinz El Seibo und im Westen an die Provinz Monte Plata. Sie liegt 27 Kilometer von der Provinz San Pedro de Macorís und 110 Kilometer von der Hauptstadt Santo Domingo entfernt.

## Geschichte
Hato Mayor del Rey wurde um das Jahr 1520 von Francisco Dávila als Länderei gegründet, die der Viehzucht und der Landwirtschaft gewidmet war. Francisco Dávila, in seiner Position als Schatzmeister und königlicher Regidor in Hispaniola, gründete das Majorat von Dávila am 23. August 1554 in der Stadt Santo Domingo in Anwesenheit seines Neffen Gaspar Dávila. Die Ländereien von Hato Mayor del Rey bildeten damals einen Teil von Dávilas Majorat.
Im Laufe der Zeit ging Hato Mayor del Rey durch die Hände von mehreren Erben und Verwaltern. Im Jahr 1746 gründete  Antonio Coca y Vevers Landeche, der Verwalter des Majorats von Dávila war, Hato Mayor del Rey als Dorf. Zum Dorf gehörte eine Einsiedelei, die Maria gewidmet war, um die Bewohner des Anwesens zum Katholizismus zu ermutigen.
Bis Juli 1843 war Hato Mayor del Rey Teil der Gemeinde El Seibo und der Provinz El Seibo. Nach 1843 wurde Hato Mayor del Rey durch ein Dekret der haitianischen Besatzungstruppen unter Charles Rivière-Hérard eine eigenständige Gemeinde. Am 9. Juni 1845 verlor Hato Mayor del Rey den Status einer unabhängigen Gemeinde durch das Gesetz Nr. 40 der Provinzverwaltung und wurde wieder zu einem militärischen Außenposten von El Seibo. Am 13. Oktober 1848 proklamierte der dominikanische Präsident Manuel Jiménes die Gemeinde Hato Mayor del Rey zur unabhängigen Stadt. Während der Annexion wurde Hato Mayor del Rey in einen Militärstützpunkt umgewandelt, der für den Schutz von El Seibo zuständig war.